# Siponsaari (ö i Norra Karelen, Pielisen Karjala, lat 63,13, long 30,75)
Siponsaari är en ö i Finland. Den ligger i sjön Suomunjärvi och i kommunen Lieksa i den ekonomiska regionen  Pielinen-Karelen  och landskapet Norra Karelen, i den östra delen av landet, 400 km nordost om huvudstaden Helsingfors. Öns area är 2,2 hektar och dess största längd är 270 meter i sydväst-nordöstlig riktning.